# Socarrell
Els socarrells són unes mates espinoses en forma de coixinet que es fan al litoral ventós del nord de les illes de Menorca i Mallorca. Pertanyen a diferents espècies, sobretot de la família de les compostes i de les papilionàcies.
Els socarrells representen la flora més endèmica i singular de les illes Gimnèsies, essent un bon exemple d'evolució convergent d'un grup heterogeni de plantes sotmeses a unes mateixes condicions molt limitants, com ho són les que imperen a la costa (sòls poc desenvolupats i presència de forts vents carregats de sal).
Dins de la família de les compostes trobam dues espècies: el socarrell (Launaea cervicornis) i el socarrell bord (Femeniasia balearica).
Dins de la família de les lleguminoses trobam tres espècies: el socarrell gros (Anthyllis hystrix), el coixinet de monja (Astragalus balearicus) i el socarrell alís (Lotus fulgurans).
Al litoral menorquí i en llocs molt exposats al vent, algunes plantes poden adoptar forma de coixinet i confondre's amb els socarrells. Per açò de vegades també es coneixen amb aquest nom. Seria el cas de les frígoles (Teucrium subspinosum i T. balearicum, de la família de les labiades), i d'una aritja de branques gruixades (Smilax aspera var. balearica, de la família de les esmilacàcies).